# 華盛頓第一次總統就職典禮
乔治·华盛顿第一次總統就職典禮是美國歷史第一位美國總統的就職典禮，舉行於1789年4月30日的聯邦國家紀念堂陽台（位於紐約州的紐約市）。此次就職典禮象徵乔治·华盛顿第一次總統任期的開始。紐約大法官羅伯特·李維頓主持了總統宣誓儀式。藉由華盛頓的就職典禮，美國行政部門在1787年憲法所建立的政府架構下，正式開始運作。約翰·亞當斯的副總統任期則始於1789年4月21日，當天他主持了副總統宣誓儀式。

## 第一次總統任期開始
第一次總統任期始於1789年3月4日，該日為邦聯議會透過新美國憲法所制定的美國聯邦政府開始運作日。 然而，因為人員方面的延誤，使得總統任期開始日被往後延。眾議院與參議院均亦於該日發起召集，但雙雙都因未達法定人數而延遲開會時間。 因此，選舉人票數無法被計算及驗證。眾議院直到4月1日才第一次召集到法定人數，眾議員們才開始執行他們的職務，而參議院則到4月6日才達到法定人數。而兩院也在4月6日當天於聯席會議一同開會，並對選舉結果做計算，最後認證華盛頓與亞當斯被分別選為總統與副總統。
1789年4月14日下午5點，華盛頓在維農山莊接到他被選舉人全體一致選為第一任美國總統的正式通知信。該封通知信由第一位美國參議院臨時議長：新罕布夏州參議員约翰·兰登代表全體議會寄出。華盛頓收到後便立即回信，並於兩天後的早晨出發，隨行人員有大衛·漢弗萊以及被參議院指派為聯絡員的湯姆森先生(Mr. Thomson)，他也是傳遞該封通知信及選舉結果給華盛頓將軍的人。
在華盛頓前往紐約市的途中，先後經過亞歷山卓、喬治城、今日的華盛頓哥倫比亞特區及巴爾的摩，然後於4月20日剛過正午時，抵達位於費城葛雷斯渡口的一個精心歡迎會。接著隔天一早他前往另一場在翠登等待他的歡迎會。 4月23日，他與13名水手一同搭乘一艘小平底船穿越基凡庫羅潮汐海峽以前往上紐約灣，然後再從那裏前往紐約。在旅程途中有許多船隻圍繞著華盛頓，而且他的到來還被一系列的加農禮砲所歡迎：先是13聲來自西班牙「加爾維斯敦」(Galveston)號戰艦的禮砲，接著是「北卡羅萊納」(North Carolina)號，然後是來自其他砲台。 數千人簇擁在水邊只為見他的到來。 華盛頓在莫瑞的碼頭上岸（位於華爾街的山腳下），在那他受到紐約州州長喬治·柯林頓以及其他國會議員和人民的歡迎。在他當年上岸處還有塊牌子標示。 他們隨後沿著街道前往所謂的華盛頓全新官方住所，櫻桃街3號。

## 就職典禮

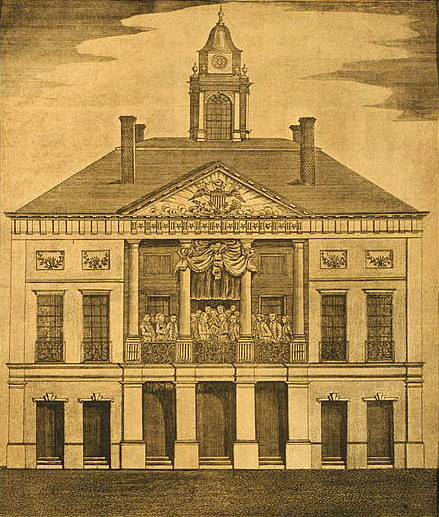
喬治·華盛頓第一次總統就職典禮地點：聯邦國家紀念堂 (1789年4月30日)

1789年4月30日第一道曙光剛落下，就有許多人們已經開始把華盛頓住處包圍，然後到了中午他們一同經由皇后街、巨岩街（兩者現皆為珍珠街）及百老街前往聯邦國家紀念堂。 華盛頓本人身穿美製深棕色西裝以及白色絲襪和銀色鞋扣，他也配帶著鋼柄劍，並披上深紅色的大衣。
華盛頓抵達聯邦國家紀念堂之後，接著便於國會殿堂與第一屆美國國會會面。在副總統約翰·亞當斯宣布是時候進行就職典禮後，華盛頓被正式介紹給全體眾議院以及參議院成員。華盛頓隨後移至二樓陽台，有鑑於以有許多人群聚在街上，紐約大法官羅伯特·李維頓隨後主持了總統宣誓儀式。 就職典禮上用的聖經是來自於聖約翰的第一共濟會所(A.Y.M.)，且由於時間緊迫，該書被隨意翻至創世紀第49章第13節（「西布倫必住在海口、必成為停船的海口，他的境界必延到西頓 。」。然後李維頓向群眾高呼：「美國總統喬治·華盛頓萬歲！」，群眾也以歡呼及13響禮炮回應。華盛頓隨後也前往參議院進行第一次就職演說，其演說長度為1419字。但在就職點當天並沒有舞會，而於七天後在紐約市舉行並向第一位總統致意。
在喬治·華盛頓宣誓就職成為美國第一位總統的三天前，議會通過了以下決議：在副總統與眾多議員一同參與總統的宣誓儀式之後，他應當前往聖保羅教堂聆聽神聖的福音。相對應地，右教士(the Right Rev.)塞謬爾·普羅福斯特 (1742–1815), 剛被指派為美國參議院牧師及紐約第一位聖公會主教，於1789年4月30日的聖保羅教堂正式就職，隨後便是華盛頓的就職典禮。

## 大眾文化
- 本次總統就職典禮曾被HBO2008年迷你影集約翰·亞當斯（英语：John Adams (miniseries)）的其中一集所描繪到，雖然劇情中羅伯特·李維頓被錯誤的描繪為高呼「天佑喬治·華盛頓！」(God bless George Washington!)而非「喬治·華盛頓萬歲！」(Long live George Washington!)

## 外部連結
- 更多相關文件 （页面存档备份，存于） 來自國會圖書館
- 喬治·華盛頓就職演說文本 （页面存档备份，存于）